# Рене Перри
Рене Перри (англ. Renée Perry) — персонаж американского телесериала «Отчаянные домохозяйки», роль исполняет актриса и певица Ванесса Уильямс.

## События сериала

### Седьмой сезон
Рене бывшая подруга по колледжу Линетт Скаво, в первом эпизоде седьмого сезона феерично прибывает в собственном лимузине на Вистериа Лейн с визитом к старой подруге.
В ходе серии Рене рассказывает Линетт, что её муж изменил ей с более молодой женщиной и бросил её. Линетт предлагает Рене остаться на Вистериа Лейн.
Она решает поселиться в бывшем доме покойной Иди Бритт.
Рене одна из тех нью-йоркских див, которые всегда хотят быть в центре внимания. Она красива, богата, надменна и не любит уступать. Рене также еженедельно присоединяется к подругам за покером и приглашает их на вечеринки.
Позже Рене начинает соперничать с Бри из-за Кита. В результате Рене уступает его Бри, ведь она может найти кого-нибудь ещё, для неё это не проблема.
Также у Рене происходит ссора с Габи из-за того, что Габи начала критиковать поступки Рене, а та в свою очередь рассказывает о ненастоящем носе Габи. Но и это заканчивается перемирием.
Вскоре Рене решает открыть дизайнерскую фирму и предлагает Линетт работать с ней. Тогда Линетт нанимает Сьюзан, чтобы та нянчила Пейдж.
Рене относилась к Сьюзан весьма необычно. Сьюзан для неё находилась далеко внизу, ведь она бедная, депрессивная и вечно прибедняющаяся особа. Но в девятой серии она ужинает со Сьюзан и та рассказывает ей, что не всегда была такой и Рене извиняется за своё поведение и даже говорит, что Сьюзан заслуживает уважения.
После ужина пьяная в стельку Рене рассказывает Сьюзан, что 20 лет назад она переспала с Томом Скаво и что он был «тем самым», но она позволила ему уйти…
Через пару дней, в день митинга против открытия реабилитационного центра для бывших заключённых на Вистерия — лейн, Рене заходит к Тому и просит его помочь ей по дому. Том соглашается. Как только Рене уходит, Сьюзан говорит Тому, что знает о том, что было между ними 20 лет назад, и настоятельно рекомендует избавиться от Рене, чтобы та не разрушила их брак с Линетт.
Том приходит к Рене и говорит, что ей нужно переехать, так как Сьюзан сказала, что у Перри ещё сохранились чувства к нему. Рене говорит, что это неправда, и идёт разбираться со Сьюзан.
Митинг уже начался и Сьюзан решила принять в нём участие. Рене сообщает той, что не собирается съезжать, и просит Сьюзан помочь ей решить эту проблему, чтобы не навредить Линетт. Сьюзан отказывается и уходит в толпу. Рене следует за ней.
После того, как Бри выстрелила и началась давка, Рене пытается протянуть руку Сьюзан, чтобы вытащить её из толпы, но их расталкивают, Сьюзан падает на землю и на неё наступают…
Рене забирается на машину, чтобы разглядеть, куда упала Сьюзан. Она думает, что Сьюзан может быть ранена. Так и случается. Том и Рене видят Сьюзан лежащей без сознания посреди дороги. Они пытаются помочь…
В результате давки Сьюзан потеряла почку и оказалась в больнице. Рене приходит к ней в больницу, уточняя, расскажет ли та Линетт о давнем романе с Томом. Сьюзан отмахивается, говоря, что ей сейчас не до этого и она не станет рассказывать Линетт об этом. Стоило Рене обрадоваться, как Сьюзан сообщила, что она не расскажет Линетт об этом при одном условии: Рене сделает это.
Рене решает рассказать Линетт, но её останавливает Том, говоря, что это убьёт Линетт и иногда приходится лгать своим друзьям, чтобы не разрушить отношения. Том явно опасается, что Линетт может наказать его за такой обман. Рене всё же рассказывает Линетт о своём романе и Линетт не только начинает испытывать сильную ненависть к своей подруге, но и решает отомстить Тому…

## Прием критиков
Персонаж получил значительное освещение в СМИ перед стартом седьмого сезона — практически сразу после закрытия сериала «Дурнушка», где Ванесса Уильямс играла роль злодейки Вильгельмины Слэйтер, стало известно, что актриса получила роль в новом сезоне «Отчаянных домохозяек», из-за чего многие поклонники актрисы были привлечены к просмотру сериала.
В целом, отзывы на персонаж были неоднозначные. Персонаж появился в первом эпизоде седьмого сезона. Обозреватель Таннер Странски из журнала «Entertainment Weekly» похвалил игру Ванессы Уильямс, сказав что она привнесла в сериал известный бренд «персонажа-стервы», которого недоставало в сериале после ухода Николлетт Шеридан, отметив также, что Рене чем-то похожа на Вильгельмину. Джон Гриффитс из «Us Weekly» первоначально дал персонажу отрицательный отзыв, однако в более поздних эпизодах похвалил развитие драмы вокруг героини. Нил Джастин из «Star Tribune» отметил, что она фактически играет своего персонажа из «Дурнушки». Дэмиан Холбрук «TV Guide» отметил, что у обеих героинь «острый язык и невероятная „химия“ с каждым персонажем вокруг неё». Когда же выяснилось, что Рене переспала с Томом Скаво 20 лет назад, критики стали ещё лучше относится к персонажу, оценив драматичность ситуации, в которой она оказалась со своей подругой Линетт Скаво.